# Мазки (Быховский район)
Ма́зки (бел. Мазки) — деревня в составе Холстовского сельсовета Быховского района Могилёвской области Республики Беларусь.

## Население
- 2010 год — 16 человек